# Damir Karakaš
Damir Karakaš (Plašćica kraj Brinja, 21. studenog 1967.) hrvatski je književnik. 

## Životopis
Studirao je agronomiju, pravo i novinarstvo u Zagrebu. Radio je kao novinar crne kronike splitskoga dopisništva Večernjega lista i izvještavao s ratišta u Hrvatskoj i BiH. Od 2001. do 2007. živio u Francuskoj gdje je bio ulični svirač, bavio se performansom i izlagao konceptualne radove, što je opisao u romanu Kako sam ušao u Europu (2004). Knjigama novela Kino Lika (2001), koja je 2008. ekranizirana (redatelj Dalibor Matanić), i Eskimi (2007) etablirao se kao jedan od važnijih hrvatskih prozaika s početka XXI. st. Njegova prozna djela među rijetkima su u suvremenoj hrvatskoj književnosti koja tematiziraju Liku i rabe lički govor, a obilježavaju ih autobiografsko iskustvo te tematski sraz ruralnoga podrijetla i dolaska u gradsku sredinu (Zagreb, Pariz), što u ranijem opusu, kojemu pripadaju i romani Sjajno mjesto za nesreću (2009), o životu emigranata u Parizu, te Blue Moon (2014), o pripadniku zagrebačke supkulture u osvit rata, pronalazi prikladan odraz u stilskoj ogoljenosti, novinski šturom i skoro scenaristički preciznom izrazu, često s crnohumornim i naturalističkim elementima. Noviji kratki romani Sjećanje šume (2016) i Proslava (2019) razvijaju autobiografski temelj i zavičajnu tematiku u lirski pregnantne, fragmentarno strukturirane priče o odrastanju te obiteljskim odnosima i iskustvima na pozadini ličke i hrvatske kolektivne povijesti, a donijeli su mu više književnih nagrada i velik odjek u kritike i publike. Izvedene su mu i dvije drame, Skoro nikad ne zaključavamo (2009) te Snajper (2013), a romani Sjajno mjesto za nesreću, Blue Moon i Sjećanje šume adaptirani su za kazalište. Prozna djela prevođena su mu na arapski, češki, francuski, makedonski, njemački, slovenski i talijanski. Ostala djela: Bosanci su dobri ljudi (putopisi, 1999), Kombëtari: domoljub (roman, 2000), Pukovnik Beethoven (novele, 2012).
Potpisnik je Deklaracije o zajedničkom jeziku u kojoj se tvrdi da se u Hrvatskoj, Bosni i Hercegovini, Srbiji i Crnoj Gori govore nacionalne standardne varijante zajedničkog policentričnog standardnog jezika.

## Nagrade
- 2021.: Nagrada Meša Selimović, za roman Okretište